# Libertatea Bruteanu
Libertatea Bruteanu (n.  1873, Moinești – d. 1969) a fost o învățătoare, prozatoare și publicistă română.

## Originea
Libertatea Bruteanu  a fost fiica unui medic din Moinești, aceasta fiind pasionată de artă și de literatură.

## Studii
1888 - Școala Normală a Aziliului „Elena Doamna”
1889 - Institutul de Fete

## Căsătorie
Libertatea Bruteanu s-a căsătorit cu jurnalistul băcăuan Eugen Vaian, la data de 18 decembrie 1892, la Paris.Aceasta a locuit timp de câțiva ani, împreună cu soțul său, în Elveția și Franța.După moartea soțului său  care, din cauza condițiilor grele de viață și a tuberculozei în stadiu avansat de care suferea, s-a aruncat în fața trenului ce făcea legătura între Paris și Azincourt, la data de 26 august 1897, Libertatea Bruteanu a mai trăit încă 72 de ani.

## Activitate literară
Libertatea Bruteanu a devenit scriitoare, utilizând câteva pseudonime, precum Libertatea , Libertas și Vântură Lume.Totuși, pseudonimul pe care l-a folosit cu consecvență pentru semnarea lucrărilor sale a fost Laura Vampa.Libertatea Bruteanu și-a asumat pseudonimul Laura Vampa după ce s-a căsătorit cu Eugen Vaian, având în vedere că aceasta manifesta o atracție față de literatură și presă.În timpul șederii lor la București, Libertatea Bruteanu și soțul său au scos o nouă publicație, intitulată “Săptămâna ilustrată”.

## Lucrări publicate
După moartea soțului său, Eugen Vaian, Libertatea Bruteanu a revenit definitiv în țară, unde a desfășurat o activitate literară până în 1993. A publicat lucrările:
- „Cronici feminine”, Editura Tip. „Clemența”, București, 1905
- „Din lumea celor mici: scrieri pentru copii și tineret”, Editura „Librăriei Școalelor” C. Sfetea, București
- „La noi în sat! Teatru de copii cu cântece și danțuri naționale”, București, 1916
- „Ce mai învățăm la școală? Oropsiții”, București, 1924
- „Răducu și Nușa la țară”[1]

De asemenea, Libertatea Bruteanu, utilizând pseudonimul Laura Vampa, a tradus în română „Madame Bovary”(1893).
Libertatea Bruteanu, utilizând pseudonimul Laura Vampa, a fost redactor al cotidianului politic și literar „Țara”, care a apărut în 10 mai 1945, la București, sub conducerea lui P.D. Christodulo. Alături de aceasta, redactori au mai fost Panait Macri, Paul Scorțeanu, Eugen Vaian și Cincinat Pavelescu. Laura Vampa a mai participat în calitate de redactor, alături de D. Marinescu-Marion, și la publicarea gazetei literare săptămânale „Teatru, muzică, modă”.